# الناشر (صرف صحي)
الناشر (مياه الصرف الصحي)
الناشر الهوائي أو الناشر الغشائي هو جهاز تهوية يكون عادةً إمّا على شكل قرص أو أنبوب أو لوحة طبقية، يستخدم لنقل الهواء بما يحتويه من الأكسجين إلى مياه الصرف الصحي أو مياه الصرف الصناعي. حيث أنّ الأكسجين ضروري للكائنات الحية الدقيقة/البكتيريا الموجودة في الماء لإتمام عملية تحليل المُلوِّثات. عادةً ما تُستخدَم الأغشية المطاطية أو المواد الخزفية في الناشرات، وتُنتِج إما فقاعات صغيرة أو كبيرة.

## الأنواع
إجمالاً يشار إلى الناشرات بحجم الفقاعة التي تطلقها، إمّا بـِ؛
-         ناشرات ذات الفقاعات/المسامات الصغيرة.
-         ناشرات ذات الفقاعات الكبيرة.
كما يوجد أنواع أخرى لأجهزة التهوية الناشرة مثل: أجهزة التهوية النفاثة والشفاط والأنابيب المعكوفة التي على شكل حرف U.

## مواصفات التصميم
إنّ الكفاءة النموذجية لتغطية أرضية كاملة من المياه النظيفة بنظام التهوية الناشرة هو 2%لكل قدم غمراً في المياه أو 6.6% لكل متر غمراً في المياه. عند احتساب النِسَب للنقل الكلّي في المياه القذرة أو المُعالَجة، فتكون الأرقام نموذجياً أقرب إلى نصف تلك الأرقام. إنّ المُصنِّعين لأنظمة الفقاعات الصغيرة يؤيدون المزاعم بأنّ نوع وعدد وحجم المسام لهم تأثير كبير على كفاءة نظام التهوية الناشر.

## أنواع أنظمة التهوية الناشرة
يتم توصيل الناشرات عادةً بنظام أنابيب يتم تزويده بهواء مضغوط بواسطة منفاخ، يشار إلى هذا النظام بنظام التهوية الناشر أو شبكة التهوية.
هنالك نوعان رئيسيان من أنظمة التهوية الناشرة؛ نظام الشبكة القابلة للاسترجاع ونظام الشبكة الثابتة المصمّمة لخدمة غايات مختلفة. في حال وجود مصنع بخزان واحد؛ يُفضَّل استخدام نظام الشبكة القابلة للاسترجاع، لتجنُّب توقُّف تشغيل المصنع عند وجود الحاجة لعمل صيانة لنظام التهوية. من ناحية أخرى، إنّ أنظمة الشبكة الثابتة أقل تكلفة، وغالباً ما تكون أكثر كفاءة حيث من الأسهل الاستفادة فيها من كامل الأرضية.